# Ангел Колев
Ангел Колев е български футболист, полузащитник. Бивш футболист и треньор на Локомотив (София).

## Кариера
Ангел Колев е юноша на клуба. Дебютира през сезон – 1971/72 и играе до сезон 1983/84 г. С Локомотив става шампион през 1978 г. и печели Балканската купа през 1973 г. Има изиграни 252 мача за клуба и отбелязани 33 гола. Играта му ще се запомни с големия хъс и мотивация, поставян на крилото Колев се прояви като комплексен състезател. Преминал е през всички формации на националния отбор. По-късно работи като треньор в Локомотив.

## Успехи
Локомотив (София)
- А група:
  -  Шампион: 1977/78

- Балканска купа:
  -  Носител: 1973